# Бабин, Марат Рувимович
Марат Рувимович Бабин (23 мая 1929 — 5 октября 2010, Москва) — советский и российский скульптор-монументалист, педагог, член Союза художников. Один из видных представителей абстрактного направления в советской и российской скульптуре 1960—2010 гг. Вильям Мейланд назвал его одним из 13 лучших скульпторов своего времени.
В советский период был отстранен от участия в выставках и подвергнут остракизму за работу «Не пропоет петух (Христос и Петр)». Только в 1980-е годы появилась возможность осуществления некоторых его монументальных проектов. С 1990-х годов не был востребован, как монументалист. Только в начале XXI века смог осуществить несколько монументальных проектов. Много и успешно работал как педагог.
Значительное место в творчестве последних лет занимала тема трагедии еврейского народа.

## Биография
Родился в 23 мая 1929 года в Москве. Отец и мать были репрессированы в 1930-е годы.
В 1945 году поступил в Строгановское училище.
После окончания в 1948 году, много лет работал мастером художественной обработки металла, декоративного оформления зданий, реставрации.
С нач. 1950-х гг. начал работать в области монументальной и станковой пластики.
С 1969 года — член Союза художников.
В 1970-е годы работал с трудными подростками, обучая их керамике и резьбе по дереву.
В 1980-е годы осуществил несколько монументальных проектов.
Самый масштабный из них — композиция «Распад атомного ядра» на административном корпусе атомной электростанции под Томском.
С 1997 года вел руководство студией скульптуры в школе № 1311, известной как «школа Липмана» или «Тхия».
Некоторые произведения Марата Бабина находятся в Русском музее (С.- Петербург), Третьяковской галерее, а также в частных галереях Германии.
Похоронен на Малаховском кладбище (Московская область, Люберецкий район).

## Выставки
1987 — МОСХ в Манеже,
1989, 1992,
1993 — аукцион в Международном торговом центре.
1992 — в г. Лих, Германия.
1993, 1995 — МОСХ на Кузнецком,
2002 — Академия Художеств.
2003 — Третьяковская галерея (Крымская набережная, 10) Московская абстракция. вторая половина XX века
2004 — Совместная с Л.Тюленевым выставка в Сахаровском центре.
2007 — «ФИЛОСОФИЯ ФОРМЫ И ТЕЛА» в галерее Артмарин
2007 и 2009 — Третьяковская галерея (Крымская набережная, 10)